# Yahiro Kazama
Yahiro Kazama (風間 八宏?, Kazama Yahiro; Prefettura di Shizuoka, 16 ottobre 1961) è un allenatore di calcio ed ex calciatore giapponese, di ruolo centrocampista.